# Michael Giacchino
Michael George Giacchino (Riverside, 10 ottobre 1967) è un compositore statunitense con cittadinanza italiana.
Nato e cresciuto a Riverside nel New Jersey in una famiglia di origini siciliane e abruzzesi, si è laureato in storia alla School of Visual Arts di New York.
Nel 2009 ha ottenuto la cittadinanza italiana. Dal 2012 è cittadino onorario del paese di Caccamo (PA), per via delle origini dei propri bisnonni emigrati negli Stati Uniti alla fine dell'Ottocento.

## Composizioni

### Nei videogiochi
Il primo rilevante incarico affidato a Giacchino è stata la composizione delle musiche per il videogioco tratto dal film Il mondo perduto - Jurassic Park. Fu infatti il celebre regista e produttore Steven Spielberg a voler sperimentare, per questo gioco, l'accompagnamento - all'epoca inusuale - di musiche di tipo non elettronico, ma sinfonico, anche allo scopo di richiamare alla memoria del giocatore lo stile musicale delle colonne sonore di John Williams utilizzate a commento del film Jurassic Park, a cui il gioco si ispirava. Da allora Giacchino ha continuato la collaborazione con la DreamWorks, componendo le partiture di molti altri giochi di successo. Anche le partiture di tre capitoli della serie Medal of Honor (Underground, Allied Assault e Frontline), sono improntate alle musiche di John Williams per il film di Spielberg Salvate il soldato Ryan.
Grazie a questi vigorosi lavori sinfonici, Giacchino ottenne diversi premi, e collaborò in seguito alla realizzazione di molti ulteriori giochi di natura bellica, ispirati alle vicende della seconda guerra mondiale, tra cui Call of Duty, Call of Duty: L'ora degli eroi e Secret Weapons Over Normandy. Ha composto anche la colonna sonora del videogioco basato sulla serie televisiva Alias, di Medal of Honor: Airborne, Turning Point: Fall of Liberty, il tema del gioco Black. Ha inoltre prodotto le musiche di Fracture, composte da Chris Tilton e Chad Seiter, suoi abituali collaboratori in veste di orchestratori.
Giacchino ha anche composto la colonna sonora di un videogioco per PlayStation: Muppet Monster Adventure (2000) e del celebre Maui Mallard in Cold Shadow della Disney Interactive.

### Nella televisione e nel cinema
Nel 2001, J. J. Abrams, produttore della serie televisiva Alias, scoprì Giacchino attraverso il suo lavoro nei videogame e lo incaricò di comporre la musica per il suo nuovo telefilm. La colonna sonora mescola sonorità dell'orchestra sinfonica tradizionale con musica elettronica, con un risultato stilistico nettamente distinto da quello utilizzato per i precedenti lavori. Giacchino ha composto anche le musiche i successivi progetti di J. J. Abrams, ottenendo particolare notorietà con le serie televisive Lost e Fringe.
Nel 2004, Giacchino ha composto la partitura del film della Pixar, Gli Incredibili, iniziando una proficua collaborazione anche con questo Studio. Il regista del film Brad Bird aveva particolarmente apprezzato il lavoro di Giacchino per Alias. Per soddisfare la specifica richiesta dei realizzatori del film, la partitura de Gli Incredibili contiene evidenti rimandi allo stile delle composizioni di John Barry (autore delle note partiture per i primi film su James Bond e per la serie televisiva Attenti a quei due); le sonorità tipiche del jazz vengono mescolate con la musica sinfonica più tradizionale, introducendo quindi un'ulteriore novità stilistica nella tavolozza creativa del compositore.
Nel 2006 torna a collaborare con J.J. Abrams, lavorando al suo primo lungometraggio, Mission: Impossible III.
Nel 2007 torna a collaborare con il regista Brad Bird, musicando il film Ratatouille.
Nel 2008 è autore dell'adrenalinica colonna sonora di Speed Racer, diretto dai Fratelli Wachowski, nonché del brano musicale che commenta i titoli di coda del film Cloverfield, diretto da Matt Reeves, unica componente musicale presente in tutta la pellicola.
Nel 2009 Giacchino è autore delle musiche della nuova incarnazione cinematografica della saga di Star Trek: il film segna l'ennesima collaborazione con il regista Abrams. L'edizione discografica ottiene un particolare successo nella versione proposta per il download da ITunes. Sempre nel 2009 ha musicato il suo terzo film Pixar, Up, grazie al quale ha vinto l'oscar per la miglior colonna sonora del 2010, e la commedia avventurosa della Universal Land of the Lost.
Il 6 novembre 2009, nell'ambito della manifestazione di Torino View Conference, a Giacchino è stato dedicato un concerto per orchestra di strumenti a fiato, con adattamenti delle sue partiture per Gli Incredibili, Ratatouille, Lost e Star Trek, eseguito dall'orchestra filarmonica Felettese. Al termine del concerto, il musicista ha diretto personalmente un breve passaggio da Star Trek, dichiarando subito dopo che quella era la prima volta che dirigeva un'orchestra in Italia. Sempre durante la View Conference, Giacchino ha dichiarato di non avere impegni per il 2010, salvo dedicarsi alle musiche della sesta ed ultima stagione di Lost.
Nel 2012 Michael Giacchino ha presentato il CD Over the Horizon del compositore italiano Andrea Ferrante edito da Videoradio - Rai Trade. Secondo il compositore statunitense "Andrea Ferrante ha una conoscenza formidabile di emozioni e colori che rendono eccellente una musica. Il suo lavoro fa quello che le grandi composizioni dovrebbero... raccontare una storia".
Nel 2015 firma le musiche del nuovo film della saga di Jurassic Park, Jurassic World. Nella nuova colonna sonora, Giacchino inserisce numerosi rimandi alle musiche originali del film di Spielberg, cercando di reinterpretare il tema dominante, all'epoca composto da John Williams.
Nel 2016 compone la musica di un successo animato firmato Disney dal titolo Zootropolis, diretto da Byron Howard e Rich Moore.
A partire dallo stesso anno collabora con i Marvel Studios componendo le musiche dei film del Marvel Cinematic Universe Doctor Strange, Spider-Man: Homecoming del 2017, Spider-Man: Far from Home del 2019, Spider-Man: No Way Home del 2021, Thor: Love and Thunder del 2022, in collaborazione con Nami Melumad, e I Fantastici Quattro - Gli inizi del 2025. È sua l'attuale fanfara usata nelle introduzioni del logo dei Marvel Studios a partire dal film Doctor Strange. Nel 2022 compone la colonna sonora del mediometraggio Licantropus, del quale è anche regista.
Nel 2019 scrive la colonna sonora del film Jojo Rabbit. Nel 2022 compone la colonna sonora del film The Batman.

## Filmografia

### Cinema
- Mamma mi sono persa il fratellino! (My Brother the Pig), regia di Erik Fleming (1999)
- Gli Incredibili - Una "normale" famiglia di supereroi (The Incredibles), regia di Brad Bird (2004)
- Sky High - Scuola di superpoteri, regia di Mike Mitchell (2005)
- La neve nel cuore (The Family Stone), regia di Thomas Bezucha (2005)
- Mission: Impossible III, regia di J. J. Abrams (2006)
- Ratatouille, regia di Brad Bird (2007)
- Cloverfield, regia di Matt Reeves (2008)
- Speed Racer, regia di Andy e Larry Wachowski (2008)
- Star Trek, regia di J. J. Abrams (2009)
- Up, regia di Pete Docter (2009)
- Land of the Lost, regia di Brad Silberling (2009)
- Blood Story (Let Me In), regia di Matt Reeves (2010)
- Cars 2, regia di John Lasseter (2011)
- Super 8, regia di J. J. Abrams (2011)
- Monte Carlo, regia di Tom Bezucha (2011)
- 50 e 50, regia di Jonathan Levine (2011)
- Mission: Impossible - Protocollo fantasma (Mission: Impossible – Ghost Protocol), regia di Brad Bird (2011)
- John Carter, regia di Andrew Stanton (2012)
- Into Darkness - Star Trek (Star Trek into Darkness), regia di J. J. Abrams (2013)
- Apes Revolution - Il pianeta delle scimmie (Dawn of the Planet of the Apes), regia di Matt Reeves (2014)
- This Is Where I Leave You, regia di Shawn Levy (2014)
- Jupiter - Il destino dell'universo (Jupiter Ascending), regia di Lana e Lilly Wachowski (2015)
- Tomorrowland - Il mondo di domani (Tomorrowland), regia di Brad Bird (2015)
- Jurassic World, regia di Colin Trevorrow (2015)
- Inside Out, regia di Pete Docter (2015)
- Zootropolis, regia di Byron Howard e Rich Moore (2016)
- Star Trek Beyond, regia di Justin Lin (2016)
- Doctor Strange, regia di Scott Derrickson (2016)
- Rogue One: A Star Wars Story, regia di Gareth Edwards (2016)
- Spider-Man: Homecoming, regia di Jon Watts (2017)
- The War - Il pianeta delle scimmie (War for the Planet of the Apes), regia di Matt Reeves (2017)
- Il libro di Henry (The Book of Henry), regia di Colin Trevorrow (2017)
- Coco, regia di Lee Unkrich (2017)
- Gli Incredibili 2 (Incredibles 2), regia di Brad Bird (2018)
- Jurassic World - Il regno distrutto (Jurassic World: Fallen Kingdom), regia di Juan Antonio Bayona (2018)
- 7 sconosciuti a El Royale (Bad Times at the El Royale), regia di Drew Goddard (2018)
- Spider-Man: Far from Home, regia di Jon Watts (2019)
- Jojo Rabbit, regia di Taika Waititi (2019)
- Uno di noi (Let Him Go), regia di Thomas Bezucha (2020)
- Spider-Man: No Way Home, regia di Jon Watts (2021)
- The Batman, regia di Matt Reeves (2022)
- Jurassic World - Il dominio (Jurassic World Dominion), regia di Colin Trevorrow (2022)
- Lightyear - La vera storia di Buzz (Lightyear), regia di Angus MacLane (2022)
- Thor: Love and Thunder, regia di Taika Waititi (2022)
- Chi segna vince (Next Goal Wins), regia di Taika Waititi (2023)
- La società della neve (La sociedad de la nieve), regia di Juan Antonio Bayona (2023)
- IF - Gli amici immaginari (IF), regia di John Krasinski (2024)
- I Fantastici Quattro - Gli inizi (The Fantastic Four: First Steps), regia di Matt Shakman (2025)

### Televisione
- Alias - serie TV, 105 episodi (2001-2006)
- Lost - serie TV, 114 episodi (2004-2010)
- Six Degrees - Sei gradi di separazione (Six Degrees) – serie TV, 13 episodi (2006-2007)
- Fringe - serie TV, 50 episodi (2008-2011)
- Undercovers - serie TV, 13 episodi (2010)
- Alcatraz - serie TV, 7 episodi (2012)
- Licantropus (Werewolf by Night) - film TV (2022)

### Cortometraggi
- L'arte del karate (The Karate Guard), regia di Joseph Barbera e Spike Brandt (2005)
- One Man Band, regia di Andrew Jimenez e Mark Andrews (2005)
- L'attacco di Jack-Jack (Jack-Jack Attack), regia di Brad Bird (2005)
- Stu - Anche un alieno può sbagliare (Lifted), regia di Gary Rydstrom (2006)
- Pippo e l'home theater (How to Hook Up Your Home Theater), regia di Kevin Deters e Stevie Wermers (2007)
- Presto, regia di Doug Sweetland (2008)
- Parzialmente nuvoloso (Partly Cloudy), regia di Peter Sohn (2009)
- La missione speciale di Dug (Dug's Special Mission), regia di Ronnie Del Carmen (2009)
- Lanny & Wayne - Missione Natale (Prep & Landing: Operation Secret Santa), regia di Kevin Deters e Stevie Wermers (2009)
- Quando il giorno incontra la notte (Day & Night), regia di Teddy Newton (2010)
- La ballata di Nessie (The Ballad of Nessie), regia di Kevin Deters e Stevie Wermers (2011)
- La luna, regia di Enrico Casarosa (2011)
- Toy Story of Terror!, regia di Angus McLane (2013) - cortometraggio TV
- Toy Story: Tutto un altro mondo (Toy Story That Time Forgot), regia di Steve Purcell (2014) - cortometraggio TV
- Il primo appuntamento di Riley (Riley's First Date?), regia di Josh Cooley (2015)

### Videogiochi
- Medal of Honor - Videogioco della Electronic Arts
- Medal of Honor: Underground - Videogioco della Electronic Arts
- Black (Colonna sonora composta Insieme a Chris Tilton) - Pubblicato dalla Electronic Arts e sviluppato dalla Criterion Games
- Medal of Honor: Frontline - pubblicato dalla Electronic Arts

- Medal of Honor: Allied Assault - pubblicato dalla  Electronic Arts
- Medal of Honor: Airborne -  sviluppato da EA Los Angeles e pubblicato da Electronic Arts
- Maui Mallard in Cold Shadow - videogioco della Disney Interactive
- Muppet Monster Adventure

### Regista
- Licantropus - film TV (2022)[8]

## Riconoscimenti
- Premio Oscar
  - 2008: Candidatura alla migliore colonna sonora per Ratatouille
  - 2010: Migliore colonna sonora per Up

- Golden Globe
  - 2010: Migliore colonna sonora originale per Up

- Premio Emmy
  - 2005: Miglior colonna sonora per una serie drammatica per Lost (episodio pilota)
  - 2005: Nomination Miglior canzone per "I'm With You" in Il super buon Natale dei Muppet (diviso con Jeannie Lurie, Adam Cohen, Debra Frank e Steve L. Hayes)
  - 2008: Nomination Miglior colonna sonora per una serie drammatica per Lost (episodio La costante)
  - 2010: Nomination Miglior colonna sonora per una serie drammatica per Lost (episodio La fine)

- Grammy Award
  - 2006: Nomination Migliore colonna sonora originale per un film per Gli Incredibili
  - 2008: Migliore colonna sonora originale per un film per Ratatouille
  - 2010: Migliore colonna sonora originale per un film per Up
  - 2010: Miglior composizione musicale per un film per "Married Life" in Up
  - 2010: Nomination Migliore colonna sonora originale per un film per Star Trek
  - 2021 – Migliore compilation/soundtrack per un media audiovisivo per Jojo Rabbit

- British Academy Film Awards
  - 2010: Migliore colonna sonora per Up

- Satellite Award
  - 2004: Nomination Miglior colonna sonora originale per Gli Incredibili
  - 2007: Nomination Miglior colonna sonora originale per Ratatouille
  - 2009: Nomination Miglior colonna sonora originale per Up

- Saturn Award
  - 2005: Nomination Miglior colonna sonora per Gli Incredibili
  - 2010: Nomination Miglior colonna sonora per Up
  - 2011: Nomination Miglior colonna sonora per Blood Story

- Annie Awards
  - 2005: Miglior colonna sonora in un film animato per Gli Incredibili
  - 2008: Miglior colonna sonora in un film animato per Ratatouille
  - 2010: Nomination Miglior colonna sonora in un film per Up
  - 2010: Nomination Miglior colonna sonora in un programma televisivo per Lanny & Wayne - Missione Natale
  - 2012: Nomination Miglior colonna sonora in un programma televisivo per Prep & Landing: Naughty vs. Nice

- Critics' Choice Movie Award
  - 2005: Nomination Miglior compositore per Gli Incredibili
  - 2010: Miglior colonna sonora per Up